# دمیترو شچربک
دمیترو شچربک (اوکراینی: Дмитро Ігорович Щербак؛ زادهٔ ۸ دسامبر ۱۹۹۶) بازیکن فوتبال اهل اوکراین است.
از باشگاه‌هایی که در آن بازی کرده‌است می‌توان به باشگاه فوتبال آنژی مخاچ‌قلعه اشاره کرد.